# The Blacklist (film fra 1916)
The Blacklist er en amerikansk stumfilm fra 1916 af William C. deMille.

## Medvirkende
- Blanche Sweet som Vera Maroff.
- Charles Clary som Warren Harcourt.
- Ernest Joy som Mark Norton.
- William Elmer.
- Horace B. Carpenter som Sergius Maroff.